# Żyworodka rzeczna

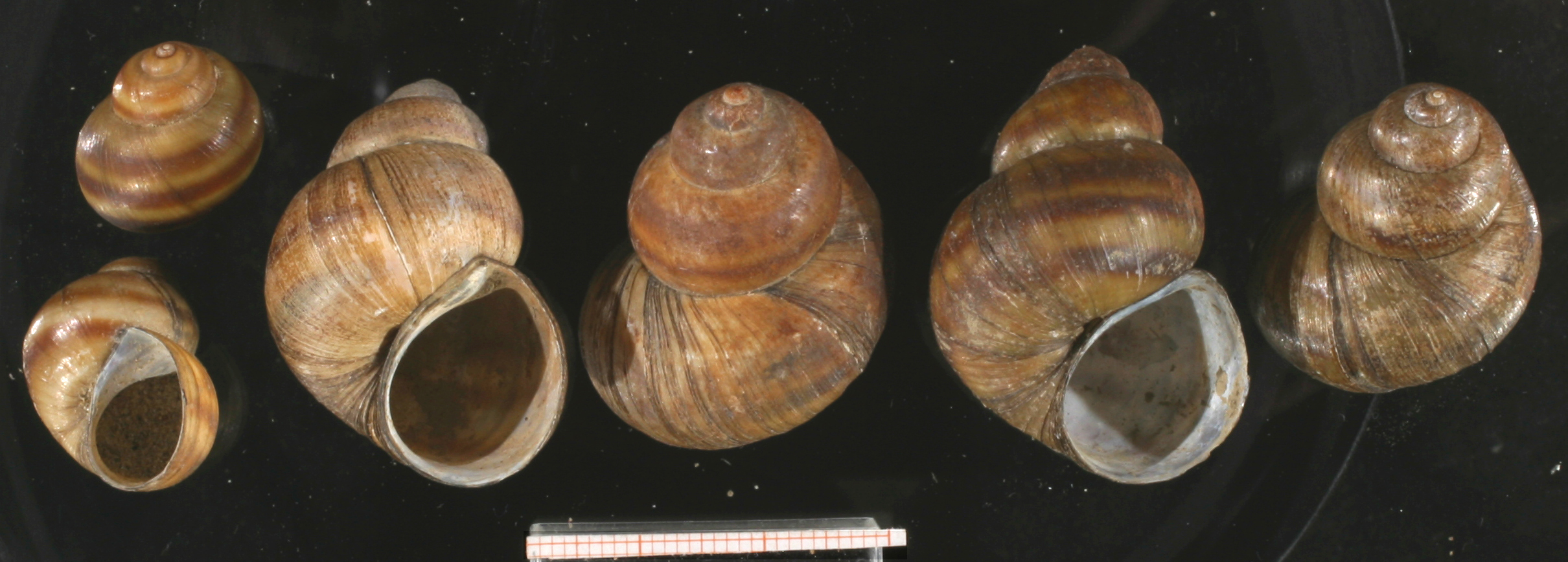
Muszle żyworodki rzecznej z Wisły pod Warszawą

Żyworodka rzeczna (Viviparus viviparus) – gatunek ślimaka wodnego z rodziny żyworodkowatych (Viviparidae). Występuje w niemal całej Europie, prócz większości Skandynawii i większości europejskiej części Rosji; stwierdzony także na Zakaukaziu.
Muszla tego gatunku ma dołek osiowy zakryty lub ledwie widoczny, szew słabo zagłębiony, skręty muszli płynnie wzrastające, szczyt tępo zakończony. Jej muszle o wysokości od 25 do 40 mm i szerokości od 18 do 28 mm są zielonobrunatne zwykle z trzema, mniej lub bardziej ciemnobrunatnymi paskami (czasami słabo widocznymi). Otwór przykryty wieczkiem, jajowaty i zaostrzony w górnej części. Muszla wykazuje dużą zmienność i można znaleźć okazy wysmukłe, grubościenne, krępe i bez pasków. Ciało ślimaka jest ciemno ubarwione z licznymi złoto pomarańczowymi plamkami.
Żyworodki są rozdzielnopłciowe. Samice mają czułki jednakowe, natomiast u samców jeden czułek przekształcił się w narząd kopulacyjny. Jaja żyworodek rozwijają się w macicy i wydostają się w miarę dojrzewania. Masowo odbywa się to w czerwcu. Rodzące się ślimaki w liczbie 20 do 80 mają 4–6 mm. Małe ślimaki aż do października tworzą skupienia w miejscach płytszych (ok. 10–15 cm głębokości) i dopiero na zimę rozpraszają się i schodzą na głębsze wody. Rozmnażające się osobniki można spotkać praktycznie od wczesnej wiosny do późnej jesieni. Muszle młodych osobników są pokryte spiralnymi rzędami jednakowej wysokości szczecinek.
Ślimaki zamieszkują jeziora oraz duże rzeki wraz z ich starorzeczami, głównie w północnej i środkowej Polsce. Są wszystkożerne, żywią się pokarmem zeskrobywanym z powierzchni roślin naczyniowych, rozkładającymi się szczątkami roślin i zwierząt, a także filtrują pokarm w jamie skrzelowej.